# Download to Donate
Download to Donate는 2005년 린킨 파크가 설립한 뮤직 포 릴리프의 자선 음반 프로젝트이다.